# Kurt Gödel
Kurt Friedrich Gödel ([ˈkʊʁt ˈɡøːdəl]; Brünn, Imperio austrohúngaro, actual República Checa, 28 de abril de 1906-Princeton, Estados Unidos; 14 de enero de 1978), conocido como Kurt Gödel, fue un lógico, matemático y filósofo austríaco.
Se le considera uno de los lógicos más importantes de todos los tiempos. Su trabajo ha tenido un impacto inmenso en el pensamiento científico y filosófico del siglo XX. Al igual que otros pensadores —como Gottlob Frege, Bertrand Russell, A. N. Whitehead y David Hilbert—, Gödel intentó emplear la lógica y la teoría de conjuntos para comprender los fundamentos de la matemática.
Se le conoce sobre todo por sus dos teoremas de la incompletitud, publicados en 1931, un año después de finalizar su doctorado en la Universidad de Viena. El más célebre establece que para todo sistema axiomático recursivo autoconsistente lo suficientemente poderoso como para describir la aritmética de los números naturales (la aritmética de Peano), existen proposiciones verdaderas sobre los naturales que no pueden demostrarse a partir de los axiomas. Para demostrar este teorema, desarrolló una técnica denominada ahora numeración de Gödel, que codifica expresiones formales como números naturales.
También demostró que la hipótesis del continuo no puede refutarse desde los axiomas aceptados de la teoría de conjuntos, si dichos axiomas son consistentes. Realizó importantes contribuciones a la teoría de la demostración al esclarecer las conexiones entre la lógica clásica, la lógica intuicionista y la lógica modal.

## Vida

### Infancia
Kurt Friedrich Gödel nació el 28 de abril de 1906 en Brünn, la capital de la Moravia austrohúngara (actualmente Brno, República Checa) en una familia acomodada de etnia germana. Su padre, Rudolf August Gödel, era un hombre de negocios y administrador de una fábrica de textiles. Su madre, Marianne Gödel (nacida Handschuh), una mujer educada y culta, que permaneció cercana a Gödel durante toda su vida, tal como puede observarse en la extensa correspondencia entre ambos. En el momento de su nacimiento, la mayoría de la población de su ciudad era de habla alemana y este era el idioma de sus padres.
Gödel, que hablaba muy poco el checo, se convirtió automáticamente en checoslovaco a la edad de 12 años, tras la caída del Imperio austrohúngaro al final de la Primera Guerra Mundial. Posteriormente le contó a su biógrafo John W. Dawson que durante ese tiempo se sentía como un «exiliado austríaco en Checoslovaquia» (ein Österreicher im Exil in der Tschechoslowakei). Decidió convertirse en ciudadano austríaco a los 23 años. Cuando la Alemania nazi anexionó Austria, Gödel se convirtió automáticamente en ciudadano alemán, a los 32 años. Después de la Segunda Guerra Mundial, a los 42 años, se convirtió en ciudadano estadounidense.
Su familia llamaba al joven Kurt Herr Warum (Sr. Por qué), debido a su insaciable curiosidad. La única excepción a una infancia sin incidentes fue que a partir de los cuatro años sufrió quebrantos de salud y fiebres reumáticas. Se recuperó completamente, pero toda su vida quedó convencido de que su corazón había sufrido un daño permanente.
Asistió a la escuela primaria y secundaria en idioma alemán en Brno, de la que se graduó con honores en 1923 y sobresalió en matemáticas, idiomas y religión. En el transcurso de su adolescencia estudió, entre otras materias, la  Teoría de los colores de Goethe, críticas de Isaac Newton y la obra de Immanuel Kant.

### Estudios en Viena
A los 18 años, Kurt se reunió con su hermano mayor Rudolf (nacido en 1902) e ingresó en la Universidad de Viena. Entonces ya dominaba las matemáticas a nivel universitario. Aunque al principio pretendió estudiar física teórica, también asistió a cursos de filosofía impartidos por Heinrich Gomperz y de matemáticas. Durante este período adoptó ideas del empirismo matemático, leyó los Metaphysische Anfangsgründe der Naturwissenschaft (Fundamentos metafísicos de la ciencia natural) de Kant. Aunque él mismo no fue un positivista lógico, participó en reuniones del Círculo de Viena con Moritz Schlick, Hans Hahn y Rudolf Carnap, siendo estos dos últimos de quienes aprendió lógica. Después estudió también la teoría de los números. Asistió a un seminario dirigido por Schlick, en que se estudiaba el libro Introducción a la lógica matemática de Bertrand Russell, lo que le motivó a interesarse por la lógica matemática.
Su asistencia a una conferencia de Hilbert sobre la completud y la consistencia de los sistemas matemáticos pudo decidir el curso de su vida. En 1928, Hilbert y Wilhelm Ackermann publicaron los Grundzüge der theoretischen Logik (Principios de lógica teórica), una introducción a la lógica de primer orden en la cual se planteaba el problema de la completitud: «¿Son suficientes los axiomas de un sistema formal para derivar cada una de las proposiciones verdaderas en todos los modelos del sistema?». Este fue el tema elegido por Gödel para su disertación doctoral. En 1929, a los 23 años, completó su disertación bajo la supervisión de Hans Hahn, en la cual Gödel estableció la completud del cálculo de predicados de primer orden (este resultado se conoce ahora como el teorema de completitud de Gödel). El doctorado se le concedió en 1930. Su tesis, junto a trabajo adicional, fue publicada por la Academia de Ciencias de Viena.

### Obra en Viena
En 1931 Gödel publicó sus célebres teoremas de la incompletud en Über formal unentscheidbare Sätze der Principia Mathematica und verwandter Systeme (Sobre proposiciones formalmente indecidibles de Principia Mathematica y sistemas relacionados). En dicho artículo demostró que para todo sistema axiomático computable que sea lo suficientemente poderoso como para describir la aritmética de los números naturales (p. ej. los axiomas de Peano (o ZFC), entonces:
1. Si el sistema es coherente no puede ser completo. (A esto generalmente se le conoce como el teorema de la incompletitud).
2. La consistencia de los axiomas no puede demostrarse en el interior del sistema.

Estos teoremas finalizaron medio siglo de intentos académicos (comenzando con el trabajo de Frege y culminando en los Principia Mathematica y en el formalismo de Hilbert) por encontrar un conjunto de axiomas suficiente para toda la matemática. El teorema de la incompletud implica también que no toda la matemática es computable.
La idea básica del teorema de la incompletud es bastante simple. Esencialmente, Gödel construyó una fórmula que asegura ser no-demostrable para cierto sistema formal. Si fuera demostrable sería falsa, lo cual contradice el hecho de que en un sistema consistente las proposiciones demostrables son siempre verdaderas. De modo que siempre habrá por lo menos una proposición verdadera pero no demostrable. Esto es, para todo conjunto de axiomas de la aritmética construible por el hombre existe una fórmula que se obtiene de la aritmética pero es indemostrable en ese sistema. Sin embargo, para precisar esto Gödel necesitaba resolver varias cuestiones técnicas, tales como proposiciones de codificación y el concepto mismo de demostrabilidad en la teoría de los números naturales. Esto último lo realizó mediante un proceso denominado numeración de Gödel.
En su ensayo de dos páginas Zum intuitionistischen Aussagenkalkül (1932) Gödel refutó la “valuabilidad” finita de la lógica intuicionista. En la demostración empleó implícitamente lo que después se conoció como la lógica intermedia de Gödel–Dummett (o Gödel fuzzy logic).
Gödel recibió su habilitación en la Universidad de Viena en 1932, y en 1933 se convirtió en Privatdozent (permiso para enseñar y examinar de forma independiente en la universidad). La ascensión de Hitler en Alemania en 1933 afectó poco a Gödel en Viena, ya que tenía poco interés en la política. Sin embargo, en 1936 se vio muy afectado por el asesinato de Moritz Schlick (cuyo seminario había despertado su interés por la lógica) a manos del estudiante Hans Nelböck, quien declaró que mató a Schlick «por difundir ideas antimetafísicas que minan la moral y la cohesión de la vida». Este incidente le provocó un colapso nervioso y su primera crisis de paranoia. Dos años después, tras el Anschluss, el asesino fue liberado y se declaró nazi.

### Visitas a los Estados Unidos
En 1933, Gödel viajó por primera vez a los Estados Unidos donde conoció a Albert Einstein, con quien estrechó lazos de amistad. Presentó una conferencia en la reunión anual de la Sociedad Norteamericana de Matemáticas. En el transcurso de ese año, Gödel también desarrolló ideas sobre la computabilidad y la función recursiva, e impartió una conferencia sobre dichas funciones y sobre el concepto de verdad. Posteriormente, este trabajo se desarrolló en la teoría de los números, empleando la numeración de Gödel.
En 1934, Gödel impartió una serie de conferencias en el Instituto de Estudios Avanzados (IEA) en Princeton, titulada Sobre las proposiciones indecidibles de los sistemas matemáticos formales. Stephen Kleene, quien acababa de finalizar su doctorado en Princeton, tomó notas de esta conferencia, que se publicaron posteriormente.
Gödel visitaría nuevamente el IEA en otoño de 1935, pero los viajes y el intenso trabajo lo habían extenuado. El año siguiente convaleció recuperándose de una depresión. No regresó a la docencia hasta 1937. Durante ese tiempo, se dedicó a probar la consistencia del axioma de elección y a la hipótesis del continuo, trabajo que continuó hasta mostrar que estas hipótesis no pueden refutarse desde el sistema común de axiomas de la teoría de conjuntos.
El 20 de septiembre de 1938 contrajo matrimonio con Adele Nimbursky (nacida Porkert, 1899-1981), a la que conocía desde hacía 10 años. Los padres de Gödel se oponían a esta relación. porque se trataba de una bailarina divorciada y seis años mayor que él. Nunca tuvieron hijos.
Posteriormente realizó otra visita a los Estados Unidos, donde pasó el otoño de 1938 en el IEA y la primavera de 1939 en la Universidad de Notre Dame. Durante sus vacaciones del IEA, Gödel y su esposa Adele pasaron el verano de 1942 en Blue Hill, Maine. Sin embargo Gödel no solo estaba descansando, pues tuvo un verano de trabajo muy productivo. John W. Dawson, Jr. conjetura que durante esas vacaciones Gödel, empleando el volumen 15 de su obra todavía sin publicar Arbeitshefte (Cuadernos de notas), descubrió una prueba de la independencia del axioma de elección de la teoría finita de tipos, una forma debilitada de la teoría de conjuntos. Hao Wang, amigo cercano de Gödel, apoya dicha conjetura, señalando que los cuadernos de notas de Blue Hill contienen su tratamiento más extenso del problema.

### Trabajo en Princeton
Después del Anschluss en 1938, Austria pasó a formar parte de la Alemania nazi. Alemania abolió el título de Privatdozent, de modo que Gödel tuvo que concursar a un cargo diferente en el nuevo orden. Sin embargo, sus vínculos anteriores con miembros judíos del Círculo de Viena, especialmente con Hans Hahn, pesaban en su contra. Su situación se precipitó a finales de 1939, cuando se le encontró apto para el servicio militar, arriesgándolo a ser llamado a las filas del ejército alemán durante la II Guerra Mundial. Por esta razón emigró hacia los Estados Unidos para asumir un cargo docente en el IEA. Gödel y su esposa tuvieron que tomar el Ferrocarril Transiberiano hasta el Pacífico, navegando desde Japón hasta San Francisco (donde llegaron el 4 de marzo de 1940), y luego cruzaron los Estados Unidos en tren hasta Princeton.
Rápidamente retomó su trabajo en matemáticas y en 1940 publicó su obra Consistencia del axioma de elección y de la hipótesis del continuo generalizada con los axiomas de la teoría de conjuntos, que constituye un clásico de la matemática moderna. En dicho trabajo introdujo el universo construible, un modelo de la teoría de conjuntos en el cual los únicos conjuntos que existen son aquellos que pueden construirse a partir de conjuntos más simples. Gödel mostró que tanto el axioma de elección (AC) y la hipótesis del continuo generalizada (HCG) son verdaderas en el universo construible y por lo tanto deben de ser consistentes con los axiomas de Zermelo-Fraenkel para la teoría de conjuntos (ZF). Posteriormente Paul Cohen construyó un modelo de ZF en el cual AC y HCG son falsos. En conjunto, estas demostraciones significan que AC y HCG son independientes de los axiomas de ZF para la teoría de conjuntos.
Hacia el final de la década de 1940, Gödel demostró la existencia de soluciones paradójicas a las ecuaciones de campo de la relatividad general de Albert Einstein. Estos «universos rotatorios» permitirían viajar en el tiempo y provocaron dudas en Einstein sobre su propia teoría. Sus soluciones se conocen como la métrica de Gödel (o el Universo de Gödel).
Durante sus muchos años en el Instituto, los intereses de Gödel se tornaron hacia la filosofía y la física. Estudió y admiró las obras de Gottfried Leibniz, pero llegó a la conclusión (sin evidencia) de que la mayor parte del trabajo de Leibniz había sido suprimida. En menor medida también estudió a Kant y a Edmund Husserl. Al principio de los años 1970, Gödel distribuyó entre sus amistades una elaboración de la demostración ontológica de Leibniz sobre la existencia de Dios, la cual se conoce ahora como la demostración ontológica de Gödel.
En 1946, Gödel se convirtió en miembro permanente del IEA. Alrededor de este período dejó de publicar, aunque continuó trabajando. Se convirtió plenamente en profesor del instituto en 1955 y en profesor emérito en 1976.
En 1951, fue reconocido (junto a Julian Schwinger) con el primer Premio Albert Einstein, y también recibió la National Medal of Science en 1974.

### Muerte

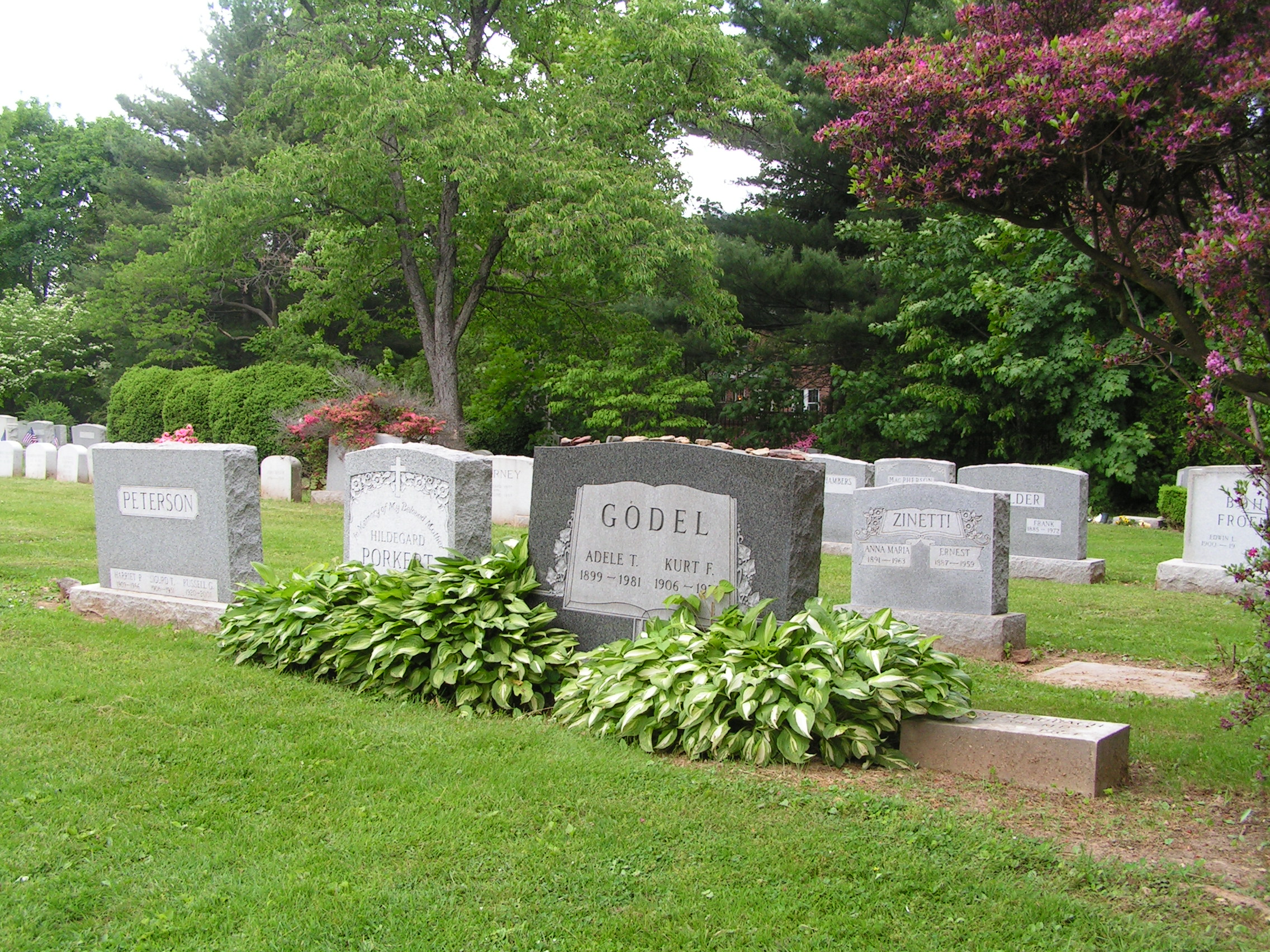
Tumba de Gödel y su esposa en Princeton

En sus últimos años, Gödel sufrió de períodos de inestabilidad y enfermedad mental. Tenía temores obsesivos a ser envenenado, y no comía a menos que su esposa Adele preparara su comida. A finales de 1977, Adele fue hospitalizada durante seis meses y no pudo continuar preparándole la comida. En su ausencia, Gödel rehusó comer, hasta el punto de dejarse morir de hambre. En el momento de su muerte pesaba unos 30 kg. El certificado de defunción en el Hospital de Princeton, el 14 de enero de 1978, dice que murió de «desnutrición e inanición causadas por perturbaciones en la personalidad».

## Legado y distinciones
En su honor, en 1987 se fundó la Kurt Gödel Society, una organización internacional dedicada a la promoción de la investigación en lógica, filosofía e historia de las matemáticas. En 1951, la Universidad de Yale le nombró doctor honorario en literatura. También recibió un doctorado honorario en ciencias por la Universidad de Harvard en 1952, con una mención en la que se le declaró «el descubridor de la verdad matemática más significativa del siglo». Fue elegido miembro de la Academia Nacional de Ciencias en 1955 y de la Academia Norteamericana de las Artes y las Ciencias en 1957. En 1961 ingresó en la Sociedad Filosófica de América y en 1967 fue elegido miembro honorario de la Sociedad Matemática de Londres. Finalmente, en 1975 el presidente Gerald Ford le entregó la Medalla Nacional de las Ciencias.

### La amistad de Gödel con Einstein

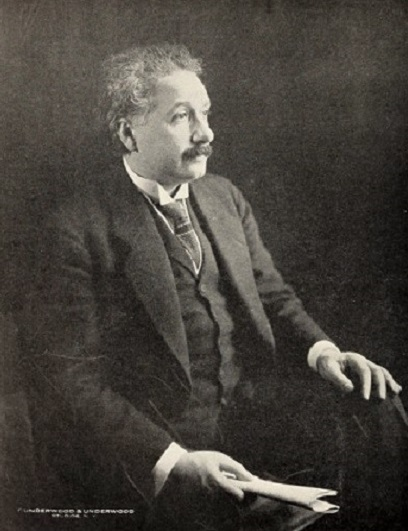
Albert Einstein

Albert Einstein y Gödel entablaron una amistad legendaria, compartida en las caminatas que daban juntos en el IEA de Princeton. La naturaleza de sus conversaciones -que realizaban en alemán, el idioma nativo de ambos- permaneció en el misterio para los otros miembros del Instituto. El economista Oskar Morgenstern recuerda que, hacia el final de su vida, Einstein le confió que «su propio trabajo ya no importaba mucho, que llegaba al instituto únicamente para tener el privilegio de caminar a casa junto a Gödel».
Einstein y Morgenstern asesoraron a Gödel para el examen de su ciudadanía estadounidense, preocupados por que el comportamiento impredecible de su amigo pusiera en riesgo su oportunidad. Cuando se mencionó brevemente el régimen nazi, Gödel informó al juez que presidía el examen que había descubierto una manera por la que una dictadura podría instaurarse legalmente en los EE. UU., mediante una contradicción lógica en la Constitución. Posteriormente este postulado ha recibido el nombre de fallo de Gödel. El juez, Einstein y Morgenstern le impidieron terminar la elaboración de su pensamiento y se le entregó la ciudadanía.

### Publicaciones importantes
En alemán:
- 1931, "Über formal unentscheidbare Sätze der Principia Mathematica und verwandter Systeme," Monatshefte für Mathematik und Physik 38: 173-98.
- 1932, "Zum intuitionistischen Aussagenkalkül", Anzeiger Akademie der Wissenschaften Wien 69: 65–66.

En inglés:
- 1940. The Consistency of the Axiom of Choice and of the Generalized Continuum Hypothesis with the Axioms of Set Theory. Princeton University Press.
- 1947. "What is Cantor's continuum problem?" The American Mathematical Monthly 54: 515-25. Revised version in Paul Benacerraf and Hilary Putnam, eds., 1984 (1964). Philosophy of Mathematics: Selected Readings. Cambridge Univ. Press: 470-85.

En traducción al inglés:
- Kurt Godel, 1992. On Formally Undecidable Propositions Of Principia Mathematica And Related Systems, tr. B. Meltzer, with a comprehensive introduction by Richard Braithwaite. Dover reprint of the 1962 Basic Books edition.
- Kurt Godel, 2000. On Formally Undecidable Propositions Of Principia Mathematica And Related Systems Archivado el 16 de septiembre de 2004 en Wayback Machine., tr. Martin Hirzel
- Jean van Heijenoort, 1967. A Source Book in Mathematical Logic, 1879-1931. Harvard Univ. Press.
  - 1930. "The completeness of the axioms of the functional calculus of logic," 582-91.
  - 1930. "Some metamathematical results on completeness and consistency," 595-96. Abstract to (1931).
  - 1931. "On formally undecidable propositions of Principia Mathematica and related systems," 596-616.
  - 1931a. "On completeness and consistency," 616-17.

- My philosophical viewpoint, c. 1960, unpublished.
- The modern development of the foundations of mathematics in the light of philosophy, 1961, unpublished.

- Collected Works: Oxford University Press: New York. Editor-in-chief: Solomon Feferman.
  - Volume I: Publications 1929-1936 ISBN 0-19-503964-5,
  - Volume II: Publications 1938-1974 ISBN 0-19-503972-6,
  - Volume III: Unpublished Essays and Lectures ISBN 0-19-507255-3,
  - Volume IV: Correspondence, A-G ISBN 0-19-850073-4.
  - Volume V: Correspondence, H-Z ISBN 0-19-850075-0

En alemán e inglés
- Kurt Gödel, Philosophische Notizbücher / Philosophical Notebooks. vol. 1: Philosophie I Maximen 0 / Philosophy I Maxims 0. Philosophical Notebooks – Volume 1: Philosophy I Max 0. Ed. Eva-Maria Engelen. De Gruyter, 2019. ISBN 9783110585605. DOI https://doi.org/10.1515/9783110585605.
- Kurt Gödel, Philosophische Notizbücher / Philosophical Notebooks. En: vol. 2: Zeiteinteilung (Maximen) I und II. Volume 2: Time Management (Max) I and II. Ed. Eva-Maria Engelen, De Gruyter, 2020. ISBN 9783110674095. DOI https://doi.org/10.1515/ 9783110686586.[11]

## Gödel en la cultura popular
En la comedia romántica I.Q. (1994) dirigida por Fred Schepisi, se dramatizó a Gödel como un personaje secundario encarnado por el actor Lou Jacobi; en el filme aparece sin su paranoia y disfrutando plenamente de su jubilación. En 2007 estudiantes de la Nederlandse Filmacademie (Dutch) (Dutch Film Academy) se graduaron con un corto de 25 minutos, dirigido por Igor Kramer con el actor austriaco Robert Stuc en el papel principal; un Gödel retirado se percata de que sus alrededores son el decorado de un rodaje, lo cual alimenta su paranoia.
En la película Oppenheimer del año 2023, Gödel aparece brevemente paseando junto a Einstein por los jardines de Princeton, interpretado por James Urbaniak.